# Allanwatsonia postalalis
Allanwatsonia postalalis är en fjärilsart som beskrevs av Embrik Strand 1919. Allanwatsonia postalalis ingår i släktet Allanwatsonia och familjen björnspinnare. Inga underarter finns listade i Catalogue of Life.